# کتاب‌های پرومتئوس
کتاب‌های پرومتئوس (به انگلیسی: Prometheus Books) یک شرکت انتشاراتی است که در اوت ۱۹۶۹ توسط پاول کورتز بنیان‌گذاری شد. او همچنین بنیان‌گذار مرکز تحقیق، کمیته تحقیق شک‌گرایانه و شورای انسان‌گرایی سکولار بوده‌است. این انتشارات کتاب‌های مختلفی منتشر می‌کند و تمرکزش روی موضوع‌های علم، اندیشه آزاد، سکولاریسم، انسان‌گرایی و شک‌گرایی است. مرکز انتشارات در امهرست، نیویورک و گستره پخش آن جهانی است. برخی نویسندگانی که در این انتشارات کتاب منتشرشده دارند عبارت‌اند از لیان لدرمن، مارتین گاردنر، آنتونی فلو، ابن وراق، جیمز رندی، آیزاک آسیموف، جولین هاکسلی، فریدریش نیچه، لودویگ فویرباخ، دیوید ریکاردو، جرمی بنتام، جان مینارد کینز و جک کورکیان.